# Call of Duty 4: Modern Warfare
Call of Duty 4: Modern Warfare e FPS (first person shooter – „екшън от първо лице“) игра с характерен FPS, създадена от Infinity Ward и публикувана от Activision за компютърните операционни системи Microsoft Windows и Mac OS X и за конзолите Xbox 360, Xbox one, PlayStation 3, PlayStation 4 и Wii.
Историята се развива в измислено близко бъдеще, в което радикален лидер от Близкия Изток и „Ултранационалистите“ пораждат гражданска война в Русия. В играта играчът е поставен в „кожата“ на Американските морски пехотинци и Британските SAS. Мисиите отвеждат играчите в Средния Изток, Азербайджан, Русия, Припят и Украйна. Версията за повече от един играч позволява различни видове сражения, голям набор от оръжия и приставки, които играчите отключват постепенно в играта в зависимост от ранга си.
Играта печели многобройни награди: Най-добра игра за Xbox 360 според IGN, най-продавана игра за 2007 г. с над 7 милиона продадени копия до януари 2008, и над 13 милиона до май 2009. GameSpot и GameTrailers ѝ дават награда за най-добра графика на E3 изложението през 2007 и най-добра игра за PlayStation 3 на 2007. По-късно тя се нарежда на 3-то място в „10 най-добри FPS игри за всички времена“, най-добър звуков дизайн, най-добър shooter за 2007, най-добра военна игра, най-добър геймплей, най-добра история и герой на годината.
Придвижването на Call of Duty франчайза в бъдещето далеч от стереотипите на втората световна война отваря нов свят пред играчите, пълен с модерни оръжия и технологии: M4A1 карабина, M203 гранатомет, AN/PEQ-2 с лазерно насочване и очила за нощно виждане, MP5SD полуавтоматичен[ неясно? ] и FGM-148 Javelin портативен[ неясно? ], зареден със самонасочващи се противотанкови ракети. Играчът намира тези оръжия по време на кампанията, но може да носи 2 оръжия и гранати. Оръжия от паднали врагове могат да се взимат и да попълват арсенала на играчите. Играчите имат и мини, С-4 пластичен експлозив и способността да повикат хеликоптер и бомбардировка над враговете си.

## Герои
Играчите имат възможност да контролират шест различни персонажа. Играчът поема ролята на младия SAS член „Соуп“ Мактавиш през по-голямата част от времето, започващо с назначението му в 22 SAS отряд. Сержант Пол Джексън е част от USMC 1-ви взвод изпратен в Средния Изток, и играчът поема контрол над него през пет нива от първата част на играта. Капитан Прайс е офицер на 22 SAS отряд. Ясир Ал-Фулани е президент на непозната страна в Средния Изток и играчът поема контрол над него преди той да бъде екзекутиран, поема контрол и над стрелец на борда на самолета AC-130 през едно от нивата и британски SAS контратерорист в последното ниво, където трябва да спаси VIP персона от отвлечен самолет.
Допълнителни персонажи в играта:
- капитан Прайс и „дясната му ръка“ Газ, които са като наставници на Мактавиш
- Сержант Kомаров, който е водач на отряда в Русия и помага на SAS и USMC
- Николай – руският информатор, който дава информация на SAS
- Капитан Mакмилан се среща в две мисии. Той е снайперист и също е член на SAS.

По време на опита за покушение над Захаев, лошите са Имран Захаев – лидер на ултранационалистите, Халед Ал-Асад – командир на революционните сили в Средния Изток и съдружник на Захаев, Виктор Захаев – синът на Имран Захаев.

## История
Внимание:  Текстът по-долу разкрива сюжета на произведението (или части от него)!
По време на мисията в Берингово море, сержант „Соуп“ Мактавиш, капитан Прайс, Газ, и още няколко члена на SAS намират ядрено устройство на товарен кораб. Изведнъж корабът е атакуван след което екипа се евакуира заедно с доказателства показващи връзката между Ултранационалистите и революционерите в Средния Изток. Руският „патриот“ Имран Захаев, който планира да се върне в родината си, отвлича вниманието от плановете си като финансира лидера Халед Ал-Асад – лидер на неизвестна страна в Средния Изток. Британското и американското правителства виждат как Ал-Фулани президента на страната[ неясно? ] на живо по телевизията и Ал-Асад поема контрола, SAS спасяват техният информатор в Русия, Николай.
Американската инвазия в страната на Ал-Фулани, сержант Пол Джаксън, и екипът му търсят Ал-Асад, но намират само предаване на запис в телевизионна станция. По време на последния етап на операцията американското командване уведомява за наличие на ядрени глави в близост и пращат NEST да ги обезвреди. Но ядреното устройство изведнъж се детонира оставайки по&голямата част от града [ неясно? ]и убивайки всичко наоколо, включително 30 000 пехотинци. Хеликоптерът на сержант Пол Джаксън е ударен от ударната вълна и се разбива. Следват няколко минути, в които сержантът се мъчи и накрая издъхва.
Британците разбират, че Ал-Асад напуска страната преди инвазията. С помощта на информатора си Николай, SAS намира и разпитва Ал-Асад. Разбирайки от него че Захаев е доставчикът на ядрената бомба, капитан Прайс екзекутира Ал-Асад. след това играта се връща в спомените на капитана: в операцията за елиминиране на Захаев в Припят, Украйна, 15 години по-рано. Прайс си партнира с капитан Макмилан. След като успяват да се промъкнат в хотел близост до Захаев. Прайс стреля, но Захаев оцелява, губейки само ръката си. Прайс и Макмилан биват преследвани, след като Макмилан е ранен в краката, Прайс се опитва с последни сили да удържи враговете докато дойде хеликоптера и успява.
Обратно в настоящето се провежда обща операция между SAS и USMC и Руски екип под командването на Камаров, чиято цел е убийството на Захаев. Те залавят сина му Виктор но преди да успеят да го разпитат той се самоубива. Захаев се разгневява след смъртта на сина си и планира да изстреля балистични ракети заредени с ядрени глави, а целта му е САЩ. Когато SAS и USMC пристигат на мястото, Захаев успява да изстреля две ракети, но екипът успява да ги деактивира във въздуха и избягва с военен камион, а армията на Захаев ги преследва. Преди да успеят да минат от другата страна на мост, той е разрушен от хеликоптер на Захаев, оставяйки ги в капан. Силите на Захаев пристигат на мястото и започва престрелка. Сержант Григс е убит в опит да спаси Мактавиш. Захаев заедно с два войника довършва Газ и другите оцелели членове на екипа. Преди да достигнат Соуп и Прайс, те са разсеяни от взривяването на техния хеликоптер. В този момент Прайс успява да подаде с последни сили пистолета си на Соуп, който убива Сахаев и двата войника. Когато Камаров и неговият екип пристигат, Мактавиш е спасен, докато руски лекар се опитва да възстанови сърдечния ритъм на Прайс.